# I Like Dem Girlz/Just a Bitch
«I Like Dem Girlz/Just a Bitch» — первый и единственный сингл со второго альбома We Still Crunk!! группы Lil Jon & the East Side Boyz, записанный вместе с Too Short и Chyna. Включает в себя альбомные, «чистые» и инструментальные версии песен «I Like Dem Girlz» и «Just A Bitch».
На композицию «I Like Dem Girlz» был снят клип. Он не нёс в себе определённого смысла, а лишь подтверждал содержание текста песни.
Этот сингл имел больший успех, чем предыдущие, однако оценки критиков были отрицательными.

## Список композиций
| # | Название                          | Композиторы                                | Длительность |
| - | --------------------------------- | ------------------------------------------ | ------------ |
| 1 | «Just a Bitch»                    | Big Sam, Chyna, Lil Bo, Lil Jon, Too Short | 4:41         |
| 2 | «Just a Bitch (Clean)»            | Big Sam, Chyna, Lil Bo, Lil Jon, Too Short | 3:53         |
| 3 | «Just a Bitch (Instrumental)»     | Big Sam, Chyna, Lil Bo, Lil Jon, Too Short | 4:38         |
| 4 | «I Like Dem Girlz (Dirty)»        | Big Sam, Lil Jon, Lil Bo                   | 4:46         |
| 5 | «I Like Dem Girlz (Radio Edit)»   | Big Sam, Lil Jon, Lil Bo                   | 4:34         |
| 6 | «I Like Dem Girlz (Instrumental)» | Big Sam, Lil Jon, Lil Bo                   | 4:29         |